# 章蟜
章蟜（?—?），战国时期秦国将领。
前362年（周显王五年、秦献公二十一年、魏惠王六年、赵成侯十一年、韩懿侯十一年），秦献公攻打魏国，赵国前去救援。与章蟜率领的秦军在石门（石阿）交战，秦军击败魏、赵联军，斩首六万，周显王赐给秦国黼黻以庆贺。《史记集解》称徐广曰：章蟜“一云车骑”。